# Nélson Barbosa Conceição
Nélson Barbosa Conceição (sinh ngày 1 tháng 1 năm 1988) là một cầu thủ bóng đá người Brasil thi đấu cho Arouca ở Giải bóng đá vô địch quốc gia Bồ Đào Nha ở vị trí hậu vệ.
Vào ngày 29 tháng 5 năm 2014, Nelsinho ký hợp đồng cho Arouca tại Giải bóng đá vô địch quốc gia Bồ Đào Nha theo dạng chuyển nhượng tự do.